# Doroteo di Sidone
Doroteo di Sidone (in greco antico: Δωρόθεος Σιδώνιος?, Dōrótheos Sidónios; Sidone, 75 – ...) è stato un astrologo greco antico vissuto nel I secolo; scrisse un poema didattico sull'astrologia oroscopica noto in greco come il Pentateuco (cinque libri).

## Biografia
Si sa molto poco dello stesso Doroteo. Doroteo molto probabilmente visse e lavorò ad Alessandria, in Egitto, che, oltre ad essere il centro scolastico più importante del mondo ellenistico, era anche il luogo principale dove venivano sintetizzate insieme le più antiche tecniche astrologiche mesopotamiche, greche ed egizie per creare l'astrologia oroscopica. Secondo Giulio Firmico Materno, Doroteo era originariamente un nativo della città di Sidone (Firmico, Mathesis, 2, 29: 2).
Il Pentateuco, che era un libro di testo sull'astrologia ellenistica, ci è pervenuto principalmente da una traduzione araba, risalente all'800 circa, eseguita da Omar Tiberiade (a sua volta una traduzione del medio persiano dal greco originale). Il testo, a volte frammentario, non è quindi del tutto attendibile, ed è ulteriormente corrotto dalle interpolazioni dei successivi traduttori persiani. Tuttavia, rimane una delle nostre migliori fonti per la pratica dell'astrologia ellenistica, ed è stata un'opera di grande influenza sugli astrologi cristiani, persiani, arabi e medievali successivi. La fine del I secolo, periodo in cui si ritiene che Doroteo sia fiorito, fu un periodo di intenso sviluppo astrologico, dopo due millenni di tradizione accumulata.

## Opere
- Dorothei Sidonii Carmen Astrologicum, ed. David Pingree, Teubner, Leipzig, 1976.
  - Doroteo di Sidone, Carmen Astrologicum, tr. David Pingree, traduzione in inglese dall'arabo ripubblicata da Ascella Publications (London, 1993). Ripubblicata nuovamente da Astrology Classics (Bel Air, MD), 2005.